# Carmen (film 1909)
Carmen è un film del 1909 diretto da Gerolamo Lo Savio.

## Trama
La bella zingara Carmen s'innamora sia di Don Josè che del torero Escamillo che, geloso anche lui, ha una lite furibonda con Don Josè in un'osteria. Passa il tempo e ben presto l'amore fra Carmen e il capitano scema sempre di più finché Don Josè, infuriato per il rifiuto della gitana, uccide Carmen.